# 部活少女ゆう
『部活少女ゆう』（ぶかつしょうじょゆう）は、原作サムシング吉松、作画AM-DVLによる日本の漫画作品。2009年2月2日から2011年9月1日『Webコミックゲッキン』にて連載された。
全役を小林ゆうによりラジオドラマ化され、2010年4月1日より同年12月1日まで配信された。

## あらすじ
主人公ゆうは私立バンビ学園に通いながらも、ホームレス状態の女子高生。
そんなある日、彼女は部活動をして、その部費で食べていくことを思いつく。
そして彼女はさまざまな部を転々としていくのだった。
様々な部活の猛者(?)達と戦っていく。

## 登場人物

### メインキャラクター
ゆう
主人公。長い黒髪の女子高生。両親が蒸発して離れ離れにんなって暮らしているため、いつもひもじい思いをしていて、時にバットを食べたりもする。
甲府 あい（こうふ あい）
ゆうに突っ込みを入れる女子高生でゆうの後輩。ゆうのことは、ゆう先輩と呼ぶ。18話目にしてフルネームが登場した。ゆうに巻き込まれお色気を担当してしまう。
校長
ゆうの通う私立バンビ学園の校長。ゆうに振り回されている。たびたびセクハラ行為を行う。
ヒナ
校長の娘。校長のことはお父様と呼んでいる。ゆうのことは、ゆう先輩と呼ぶが感情が高まった時は赤貧JKと呼ぶ。

### サブキャラクター
俺部
本名不明。手品の部活のためにゆう達を追い出そうとした。
アニマル部部長
本名不明。動物のコスプレをしている。
スペースオペラ部部長
本名不明。自称お蝶夫人。人見知りだったがゆう達により仮面オペラ部として目覚める。
登山部部長
本名不明。ゆうが勉強に困っていた時に現れた。
車 寅美（くるま とらみ）
テキ屋部部長。あいをネタにくじを作った。
運動部部長
本名不明。部室を賭けて障害物競争を挑む。
文化 遥（ふみのけ はるか）
文化祭部部長。文化祭が中止になる不祥事を起こした。
桃野 ハナ（ももの ハナ）
ひなまつり部を設立したが、亡くなった。そのため未練が残り、幽霊になった。
麻宮 ハテナ（あさみや ハテナ）
クイズ部の新入生。高校生クイズを目指している。
登まごい ピチ（のぼりまごい ピチ）
鯉のぼり部部長。鯉のぼりを広めようと踊っている。
泊 京香（とまり きょうか）
合宿部部長。校長の家に合宿する。
早乙女 i（さおとめ あい）
電子書籍部長。
飛魚 はやめ（とびうお はやめ）
水泳部部長。作中に登場する部員の中では最もまじめに活動している模様。
南極 仁衣子（なんじょう にいこ）
越冬部部長。寒さに耐久力がある。
浦名井 あたり（うらない あたり）
占い部。自称占いJK。
根呂・ぱとら・フランダッシュ（ねろ・ぱとら・フランダッシュ）
最終回部部長。

## 単行本
- サムシング吉松（原作）・AM-DVL（作画）『部活少女ゆう』バンダイビジュアル〈エモーションコミックス〉、2011年9月10日初版、ISBN 978-4-04-899234-3